# 碟仙 (電影)
《碟仙》，是1980年邵氏兄弟出品的一部香港電影，為多段式電影，分陰靈及碟仙兩節，分別由楚原及牟敦芾執導。

## 電影內容
電影由兩個獨立故事組成：

### 陰靈
新婚夫婦立帆（凌雲飾）和雅莉（井莉飾）遷進位於偏遠山中的新居後頻頻發生怪事，雅莉先是在家中不時見到兩個小孩若隱若現在玩耍，後又接到因車禍而亡的好友史提芬（顧冠忠飾）打來的電話，要雅莉歸還其眼。一日午後，雅莉在家中更覺地動屋搖，雜物橫飛，同時雅莉也發現了丈夫及友人蘇氏夫婦（劉陸華、林珍奇飾）的舉動十分異常。原來在立帆和雅莉結婚的當天發生了車禍，立帆和駕車的史提芬、以及相撞的士中乘坐的蘇氏夫婦皆當場死亡，唯雅莉倖免，正在醫院的急診室中被搶救。由於立帆不捨雅莉一人留在陽間，因而將雅莉之魂魄攜至山中，與蘇氏夫婦設法將其殺害。幸而過路的道士（楊志卿飾）發現有異，在追查之下，終在最後一刻從眾陰靈手中救出雅莉。

### 碟仙
大樓管理員阿成（詹森飾）生活貧困，更因此而飽受歧視和欺凌。一日，許多孩童在大樓的空屋內請碟仙，留下了道具。阿成在好奇心驅使下，逐向碟仙詢問六合彩號碼，碟仙要求阿成須戒淫、戒賭及戒殺，在阿成滿口答應後，竟中頭獎，贏得大筆橫財。但在此後阿成無視碟仙的忠告，恣意妄為，不僅花天酒地、夜夜笙歌，更在一次豪賭中輸去了所有獎金，甚至在爭執中誤殺六合彩公司經理（金彪飾），走投無路之下阿成再次要求碟仙相助，卻不知自己已觸怒碟仙，終陷入萬劫不復之境地。

## 演員表
| 角色名稱 | 演員     | 備註           |
| -------- | -------- | -------------- |
| 陰靈     |          |                |
| 雅莉     | 井莉     | 周立帆妻       |
| 周立帆   | 凌雲     | 雅莉夫         |
| 蘇良     | 劉陸華   | 周立帆友人     |
| 美美     | 林珍奇   | 蘇良妻         |
| 李史提芬 | 顧冠忠   | 周立帆友人     |
| 劉醫生   | 井淼     |                |
|          | 楊志卿   | 道士           |
|          | 李鵬飛   | 雅莉父         |
|          | 歐陽莎菲 | 雅莉母         |
|          | 艾飛     | 路人           |
|          | 馮敬文   | 醫生           |
|          | 洪玲玲   | 護士           |
| 碟仙     |          |                |
| 阿成     | 詹森     |                |
| 寶麗     | 廖麗玲   | 王先生之女     |
| 王先生   | 沈勞     | 大樓住戶       |
|          | 莎莎     | 妓女           |
|          | 劉雅英   | 大樓住戶       |
|          | 金彪     | 六合彩公司經理 |
|          | 呂紅     | 經理之妻       |
|          | 王憾塵   | 餐廳老闆       |
|          | 錢似鶯   | 大樓住戶       |
|          | 丁東     | 大樓住戶       |
|          | 尹相林   | 小混混         |
|          | 譚寶     | 小混混         |

## 備註
1. 1 2  香港電影票房 1980 〔華語電影〕，〈香港電影票房全紀錄〉
2. ↑  . 東網. 2019-05-30  [2025-05-27].

## 外部連結
- 開眼電影網上《碟仙》的資料（繁體中文）
- 香港影庫上《碟仙》的資料（繁體中文）
- 时光网上《碟仙》的資料（简体中文）
- 豆瓣电影上《碟仙》的資料 （简体中文）
- 互联网电影数据库（IMDb）上《碟仙》的资料（英文）